# Владимир Кулик
Вижте пояснителната страница за други личности с името Кулик.
Владимир Юриевич Кулик е бивш руски футболист, централен нападател. Дванайдесет поредни сезона е бил голмайстор на своя отбор. Не е играл за националния отбор на Русия, въпреки че е бил в разширения състав.

## Кариера
Започва кариерата си в Кировец Ленинград. През 1991 е привлечен в Зенит. Година по-късно тимът му изпада. През 1993 е с основен принос за класирането на Зенит в РФПЛ. Става голмайстор на първенството с 36 гола в 37 мача. В началото на 1995 е избран за капитан на „питерци“. През 1996 новият треньор Анатоли Бишовец заявява, че няма да разчита на него и го продава на ЦСКА Москва. Владимир прави силни мачове с армейците, като им помага да станат втори през 1998 и трети през 1999. В тези два сезона Владимир вкарва по 14 гола. През 2001 вкарва само 1 гол в 24 мача и е освободен. През 2003 бившият треньор на Кулик в ЦСКА Генади Костельов взима играча в Титан Москва. През 2004 слага край на кариерата си.